# Leilaster radians
Leilaster radians is een zeester uit de familie Leilasteridae.
De wetenschappelijke naam van de soort werd in 1881 gepubliceerd door Edmond Perrier.